# The Bitter Truth Tour
The Bitter Truth Tour foi uma turnê da banda americana de metal alternativo Evanescence, realizada para promover o álbum The Bitter Truth (2021). A turnê teve início em 5 de novembro de 2021 em Portland, Estados Unidos, pouco mais de sete meses após o lançamento do álbum, em uma etapa conjunta com o grupo Halestorm. A turnê só pôde começar em novembro devido às restrições da pandemia de COVID-19 que afetou a indústria musical nesse período. Esta turnê também trouxe uma grande produção aos shows ao vivo e marcou a primeira apresentação da banda no país europeu Luxemburgo, sendo finalizada na cidade de Recife, Brasil em 28 de outubro de 2023 após 124 concertos realizados.
O concerto na cidade de Newark em 21 de janeiro de 2022 foi também a última apresentação ao vivo com a guitarrista Jen Majura, que deixou o grupo mais tarde em maio, sendo substituída por Emma Anzai. Algumas participações especiais em concertos da turnê incluíram os cantores Lzzy Hale, Sonny Sandoval, Sharon den Adel, Deena Jakoub, Johnny Stevens e Jacoby Shaddix em datas selecionadas. Além disso, as duas apresentações na capital neerlandesa Amsterdã em novembro de 2022, e a na cidade de São Paulo  — maior público em show solo da banda — em outubro de 2023, foram gravadas profissionalmente para um futuro lançamento ao vivo do grupo, ainda sem previsão de lançamento.

## Antecedentes
Após o fim da turnê Synthesis Live em setembro de 2018, a banda retormou os concertos de música pesada realizando 28 performances esporádicas entre maio e setembro de 2019 na América do Norte e Europa, na qual teve como ato de abertura artistas como Within Temptation, Tarja Turunen e Veridia em datas selecionadas. Nesse período, a líder e vocalista Amy Lee já havia comentado em entrevistas que a banda estava em processo de desenvolvimento do seguinte álbum, com algumas sessões de composição acontecendo no Canadá em julho do mesmo ano. Em 30 de novembro de 2019, o grupo sofreu um atentado antes de uma apresentação no festival Knotfest na Cidade do México, no qual todo o equipamento de palco foi destruído por um grupo de meliantes e a bateria de Will Hunt foi queimada, após tensões ocasionadas por conta de atrasos e o rompimento das grades de segurança. O concerto teve que ser cancelado por razões óbvias e o valor do ressarcimento foi feito pela banda Slipknot, idealizadora do evento.
Após esses acontecimentos, em janeiro de 2020, a banda adentrou o estúdio para gravar o vindouro álbum The Bitter Truth (2021), e seu lançamento original estava previsto ainda para 2020. A ideia seria que eles lançassem canções do disco pouco a pouco e apresentassem-as ao vivo durante os concertos que estavam agendados para aquele ano, que incluía uma apresentação na edição japonesa do Download Festival, uma etapa europeia em conjunto com o Within Temptation, e alguns shows nos Estados Unidos e México. No entanto, devido à pandemia de COVID-19 que atingiu todo o globo durante esse período, a banda teve que interromper as gravações e reagendar os shows para quando fosse permitido a realização de grandes eventos novamente, algo que só foi ocorrer em novembro de 2021.

## Desenvolvimento

### Impacto da COVID-19
Em decorrência da pandemia de COVID-19, toda a turnê, bem como grande parte da indústria musical, sofreu seus impactos, que refletiram em cancelamentos e adiamentos de shows ao vivo. A etapa em conjunto com a banda de metal sinfônico Within Temptation na Europa, cujo havia sido programada para abril e maio de 2020, sofreu quatro reagendamentos até finalmente vir a acontecer em novembro e dezembro de 2022, mais de três anos após seu anúncio oficial em setembro de 2019. Outros quatro concertos que a banda havia anunciado para o início de 2020 no Japão, Estados Unidos e México também tiveram que ser cancelados.

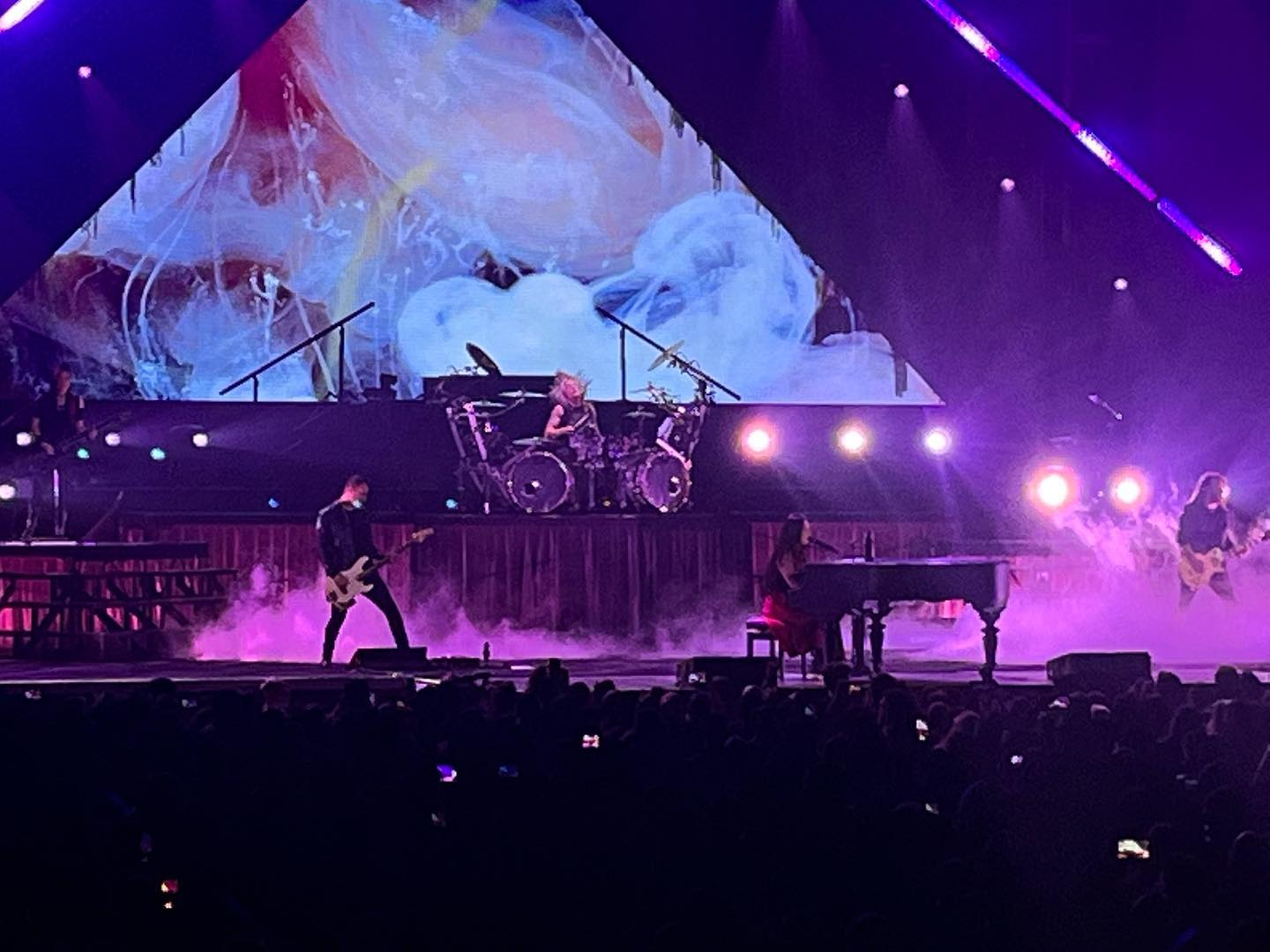
A produção de palco apresentou um design mais dinâmico e arrojado que nas turnês anteriores, muito em vista dos shows terem sido majoritariamente realizados em grandes arenas e festivais.

Durante o período de quarentena da pandemia, a vocalista Amy Lee participou do movimento Together at Home, no qual variados artistas fizeram performances online ao vivo para encorajar as pessoas a ficarem em casa e prevenir mais casos de infecções respeitando o distanciamento social. A banda também realizou seu primeiro concerto virtual em parceria com a organização HeadCount em 30 de outubro de 2020, com Lee, Will Hunt e Troy McLawhorn tocando do estúdio Rock Falcon em Nashville, enquanto Tim McCord e Jen Majura performaram diretamente de suas casas em Sacramento e Colônia, respectivamente. A mesma dinâmica ocorreu no segundo concerto virtual realizado em 13 de maio de 2021 em parceria com a banda Alice Cooper e a companhia auto-mobilística Cooper Tire & Rubber Company.
Durante a primeira etapa norte-americana da turnê em conjunto com a banda Halestorm, casos de COVID foram diagnosticados entre membros da equipe de ambas as bandas, o que resultou no adiamento dos últimos cinco shows daquela turnê, de dezembro de 2021 para janeiro de 2022.

### Produção
Para a The Bitter Truth Tour, a banda renovou sua produção de palco, apresentando um jogo de luzes mais complexo e dinâmico em comparação com turnês anteriores, além de plataformas com escadas ao redor do palco principal. Ao fundo, um telão em formato de triângulo projetava diferentes imagens e efeitos para cada canção do repertório. Durante certos momentos do concerto, um piano emergia do piso no centro do palco, no qual Lee tocava variadas canções como "Far From Heaven" e "My Immortal".

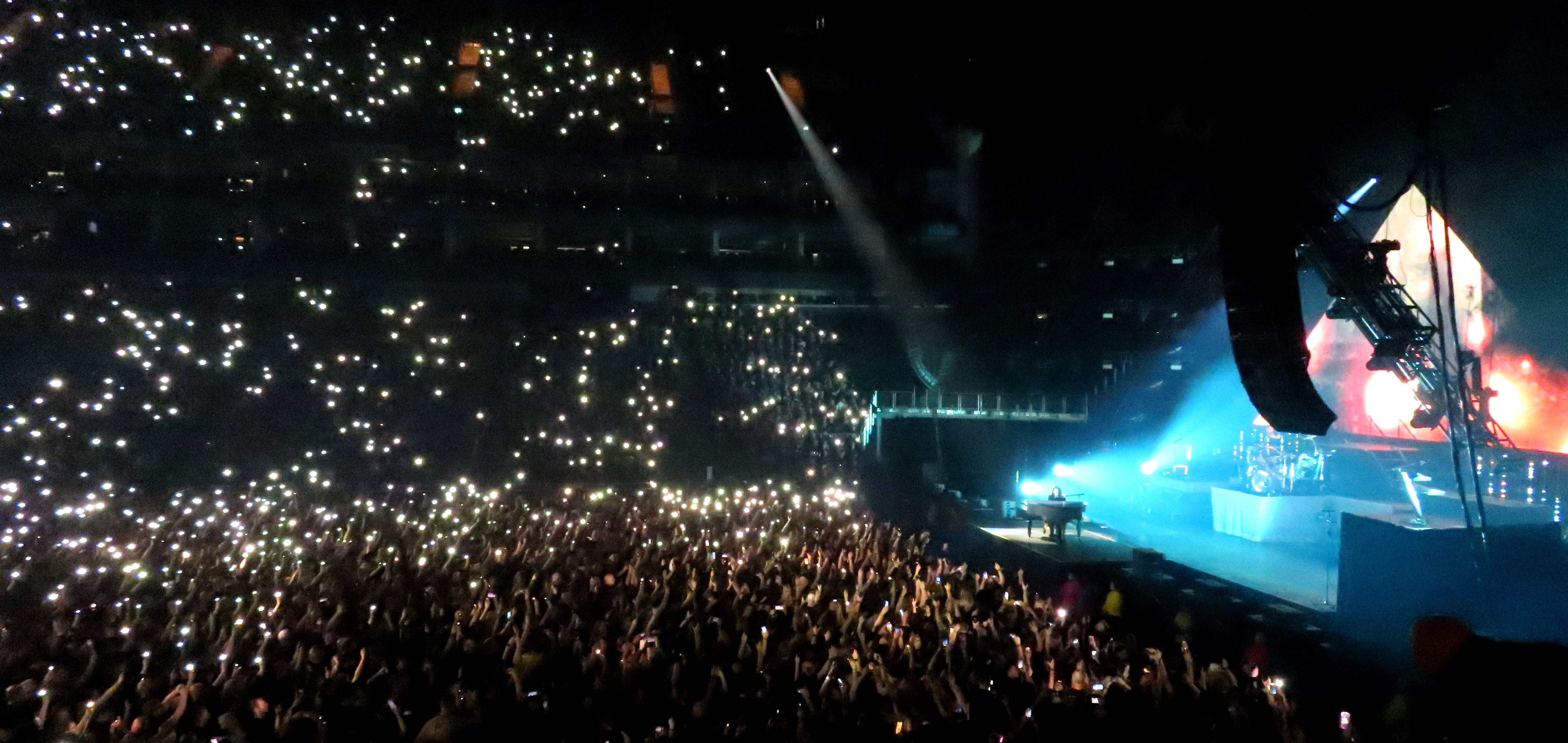
A banda performando a faixa "My Immortal" na O2 Arena de Londres, Inglaterra em 14 de novembro de 2022

O grupo recebeu ainda vários cantores convidados durante os shows da turnê, como Lzzy Hale durante a canção "Heavy", um cover do Linkin Park tocado na etapa norte-americana com o Halestorm. Lee também se juntou ao grupo de hard rock para performar a faixa "Break In", que fez sucesso com a voz dela durante a primeira turnê entre ambas as bandas na Evanescence Tour em 2012, que posteriormente foi regravada em estúdio no EP Reimagined (2020) do Halestorm. Ela também se juntou ao palco do Korn para cantar ao lado de Jonathan Davis a canção "Freak on a Leash" na etapa conjunta entre as duas bandas em agosto de 2022. Nessa mesma série de shows, o vocalista do P.O.D., Sonny Sandoval cantou as partes masculinas de "Bring Me to Life" nas últimas três datas. Enquanto na etapa norte-americana com o Muse no início de 2023, o vocalista da banda de abertura Highly Suspect, Johnny Stevens, ficou responsável pelos vocais masculinos na canção em algumas datas selecionadas.
Já na Worlds Collide Tour, as cantoras Sharon den Adel e Deena Jakoub se juntaram ao palco do Evanescence para cantar a canção "Use My Voice", cujo também elas participaram da gravação oficial. Paralelamente, Lee se apresentou ao vivo com as bandas de ambas em datas específicas, tocando o piano em "I'll Never Be Ready" do Veridia, e cantando em "The Reckoning" do Within Temptation.

## Recepção da crítica
Mike DeWald do Riff Magazine elogiou a presença de palco da cantora Amy Lee dizendo que ela "foi o ponto focal durante todo o repertório, comandando ambos os lados do palco" e que seus vocais foram "impressionantes da primeira à última nota". Ele também acrescentou que "a cantora não se dirigia ao público com frequência, mas quando o fazia, suas palavras valiam a pena". O resenhista do Brutal Planet, Alan Ronson, destacou que foi um prazer ver Lee cantando com a vocalista do Halestorm, Lzzy Hale, no cover da canção "Heavy", dizendo que ambas "se harmonizam lindamente e são duas das vocalistas femininas mais talentosas do rock", e que "tê-las homenageando o falecido Chester Bennington [ex-vocalista do Linkin Park] foi um tributo comovente".
Sheri Bicheno do Metal Planet Music esteve presente no concerto em Birmingham, Inglaterra, e ressaltou que "o baixo forte de Emma Anzai reforça o ritmo e as mudanças atmosféricas em canções como 'Part of Me'", e que os vocais dela "também formam um equilíbrio belo e reconfortante ao lado dos vocais poderosos e assombrosos de Lee". Glenn van den Bosch da revista eletrônica neerlandesa Strife fez uma comparação entre os shows do Evanescence e do Within Temptation em Amsterdã, dizendo que "embora a música de ambas as bandas possa ser considerada semelhante, cada uma delas teve uma abordagem muito diferente para apresentá-la ao vivo, o que tornou a noite ainda mais especial".

## Repertório
O repertório abaixo é constituído do primeiro show da turnê, realizado em 5 de novembro de 2021 em Portland, Estados Unidos, não sendo representativo de todos os concertos.
1. "Artifact/The Turn" (intro)
2. "Broken Pieces Shine"
3. "Made of Stone"
4. "Yeah Right"
5. "Going Under"
6. "The Game Is Over"
7. "Lose Control"
8. "The Change"
9. "Lithium"
10. "Wasted on You"
11. "Part of Me"
12. "End of the Dream" (com a intro do álbum Synthesis)
13. "Far from Heaven"
14. "Interlude" (fita)
15. "Better Without You"
16. "Call Me When You're Sober"
17. "Imaginary"
18. "Take Cover"
19. "Heavy" (cover de Linkin Park) (part. Lzzy Hale)
20. "Use My Voice"
21. "Bring Me to Life"
22. "My Immortal" (bis)
23. "Blind Belief" (bis)

- A canção "Yeah Right" foi tocada apenas uma vez na turnê em 5 de novembro de 2021 em Portland, Estados Unidos.
- A cantora Lzzy Hale performou com a banda a canção "Heavy", um cover de Linkin Park, durante toda a etapa norte-americana entre 5 de novembro de 2021 e 22 de janeiro de 2022.
- As canções "Feeding the Dark" e "Weight of the World" foram tocadas pela primeira vez na turnê em 5 de junho de 2022 em Atenas, Grécia.
- Um medley das canções "Lose Control", "Part of Me" e "Never Go Back" foi tocado pela primeira vez em 16 de agosto de 2022 em Denver, Estados Unidos.
- O cantor Sonny Sandoval performou com a banda a canção "Bring Me to Life" entre 13 e 16 de setembro de 2022, e em 13 de maio de 2023.
- As canções "Lacrymosa" e "Your Star" foram tocadas pela primeira vez na turnê em 9 de novembro de 2022 em Munique, Alemanha.
- As cantoras Sharon den Adel e Deena Jakoub performaram com a banda a canção "Use My Voice" em datas selecionadas da etapa europeia entre novembro e dezembro de 2022.
- A canção "What You Want" foi tocada pela primeira vez na turnê em 25 de fevereiro de 2023 em Chicago, Estados Unidos.
- O cantor Johnny Stevens performou com a banda a canção "Bring Me to Life" entre 12 e 20 de abril de 2023.
- Um medley das canções "Haunted", "My Last Breath", "Cloud Nine", "Everybody's Fool", "Weight of the World" e "Whisper" foi tocado pela primeira vez em 2 de junho de 2023 em Nurembergue, Alemanha.
- O cantor Jacoby Shaddix performou com a banda a canção "Bring Me to Life" em 3 de junho de 2023.
- A canção "Whisper" foi tocada pela primeira vez na turnê em 19 de agosto de 2023 em Osaka, Japão.
- Um trecho de uma canção original em português foi cantado e tocado no piano por Amy Lee em 19 de outubro de 2023 em Curitiba, Brasil como um tributo aos fãs brasileiros.

## Datas
Todas as datas estão de acordo com o website oficial da banda.
| Data                                       | Cidade                | País             | Local                                       | Ato de abertura                                                           |
| ------------------------------------------ | --------------------- | ---------------- | ------------------------------------------- | ------------------------------------------------------------------------- |
| Ásia                                       |                       |                  |                                             |                                                                           |
| 29 de março de 2020                        | Tóquio                | Japão            | Makuhari Messe                              | —                                                                         |
| América do Norte                           |                       |                  |                                             |                                                                           |
| 14 de maio de 2020                         | Minneapolis           | Estados Unidos   | The Fillmore                                | —                                                                         |
| 16 de maio de 2020                         | Columbus              | Estados Unidos   | Mapfre Stadium                              | —                                                                         |
| 31 de outubro de 2020                      | Santiago de Querétaro | México           | Antiguo Aeroporto de Querétaro              | —                                                                         |
| 5 de novembro de 2021                      | Portland              | Estados Unidos   | Veterans Memorial Coliseum                  | Halestorm (co-headline) Plush Lilith Czar                                 |
| 7 de novembro de 2021                      | Seattle               | Estados Unidos   | Climate Pledge Arena                        | Halestorm (co-headline) Plush Lilith Czar                                 |
| 9 de novembro de 2021                      | San José              | Estados Unidos   | SAP Center                                  | Halestorm (co-headline) Plush Lilith Czar                                 |
| 10 de novembro de 2021                     | Los Angeles           | Estados Unidos   | YouTube Theater                             | Halestorm (co-headline) Plush Lilith Czar                                 |
| 12 de novembro de 2021                     | Las Vegas             | Estados Unidos   | The Cosmopolitan of Las Vegas (The Chelsea) | Halestorm (co-headline) Plush Lilith Czar                                 |
| 13 de novembro de 2021                     | San Diego             | Estados Unidos   | Viejas Arena                                | Halestorm (co-headline) Plush Lilith Czar                                 |
| 15 de novembro de 2021                     | Phoenix               | Estados Unidos   | Arizona Federal Theatre                     | Halestorm (co-headline) Plush Lilith Czar                                 |
| 18 de novembro de 2021                     | Denver                | Estados Unidos   | Bellco Theatre                              | Halestorm (co-headline) Plush Lilith Czar                                 |
| 20 de novembro de 2021                     | Fort Worth            | Estados Unidos   | Dickies Arena                               | Halestorm (co-headline) Plush Lilith Czar                                 |
| 21 de novembro de 2021                     | Houston               | Estados Unidos   | 713 Music Hall                              | Halestorm (co-headline) Plush Lilith Czar                                 |
| 30 de novembro de 2021                     | Tampa                 | Estados Unidos   | Amalie Arena                                | Halestorm (co-headline) Plush Lilith Czar                                 |
| 2 de dezembro de 2021                      | Duluth                | Estados Unidos   | Gas South Arena                             | Halestorm (co-headline) Plush Lilith Czar                                 |
| 3 de dezembro de 2021                      | Nashville             | Estados Unidos   | Bridgestone Arena                           | Halestorm (co-headline) Plush Lilith Czar                                 |
| 5 de dezembro de 2021                      | Saint Louis           | Estados Unidos   | Chaifetz Arena                              | Halestorm (co-headline) Plush Lilith Czar                                 |
| 7 de dezembro de 2021                      | Minneapolis           | Estados Unidos   | The Armory                                  | Halestorm (co-headline) Plush Lilith Czar                                 |
| 9 de dezembro de 2021                      | Chicago               | Estados Unidos   | Byline Bank Aragon Ballroom                 | Halestorm (co-headline) Plush Lilith Czar                                 |
| 11 de dezembro de 2021                     | Detroit               | Estados Unidos   | Little Caesars Arena                        | Halestorm (co-headline) Plush Lilith Czar                                 |
| 14 de janeiro de 2022                      | Cincinnati            | Estados Unidos   | Heritage Bank Center                        | Halestorm (co-headline) Plush Lilith Czar                                 |
| 16 de janeiro de 2022                      | Camden                | Estados Unidos   | BB&T Pavilion                               | Halestorm (co-headline) Plush Lilith Czar                                 |
| 17 de janeiro de 2022                      | Pittsburgh            | Estados Unidos   | Petersen Events Center                      | Halestorm (co-headline) Plush Lilith Czar                                 |
| 20 de janeiro de 2022                      | Worcester             | Estados Unidos   | DCU Center                                  | Halestorm (co-headline) Plush Lilith Czar                                 |
| 21 de janeiro de 2022                      | Newark                | Estados Unidos   | Prudential Center                           | Halestorm (co-headline) Plush Lilith Czar                                 |
| Europa                                     |                       | Estados Unidos   |                                             | Halestorm (co-headline) Plush Lilith Czar                                 |
| 5 de junho de 2022                         | Atenas                | Grécia           | Theater of Rock                             | —                                                                         |
| 7 de junho de 2022                         | Bucareste             | Romênia          | Arenele Romane                              | —                                                                         |
| 9 de junho de 2022                         | Nickelsdorf           | Áustria          | Pannonia Fields II                          | —                                                                         |
| 10 de junho de 2022                        | Praga                 | República Tcheca | Forum Karlin                                | —                                                                         |
| 12 de junho de 2022                        | Rostock               | Alemanha         | IGA Park                                    | —                                                                         |
| 15 de junho de 2022                        | Oslo                  | Noruega          | Oslo Spektrum                               | —                                                                         |
| 16 de junho de 2022                        | Estocolmo             | Suécia           | Skansen                                     | —                                                                         |
| 18 de junho de 2022                        | Helsinque             | Finlândia        | Kaisaniemi Park                             | —                                                                         |
| 19 de junho de 2022                        | Tampere               | Finlândia        | Nokia Arena                                 | —                                                                         |
| América do Norte 2                         |                       |                  |                                             |                                                                           |
| 15 de julho de 2022                        | Cadott                | Estados Unidos   | Amphitheater Venue                          | —                                                                         |
| 16 de julho de 2022                        | Mansfield             | Estados Unidos   | Ohio State Reformatory                      | —                                                                         |
| 18 de julho de 2022                        | Milwaukee             | Estados Unidos   | Eagles Ballroom                             | Sick Puppies                                                              |
| 16 de agosto de 2022                       | Denver                | Estados Unidos   | Ball Arena                                  | Korn (co-headline) Helmet Jeris Johnson Palaye Royale Dana Dentata P.O.D. |
| 18 de agosto de 2022                       | Maryland Heights      | Estados Unidos   | Hollywood Casino Amphitheatre               | Korn (co-headline) Helmet Jeris Johnson Palaye Royale Dana Dentata P.O.D. |
| 20 de agosto de 2022                       | Tinley Park           | Estados Unidos   | Hollywood Casino Amphitheatre               | Korn (co-headline) Helmet Jeris Johnson Palaye Royale Dana Dentata P.O.D. |
| 21 de agosto de 2022                       | Clarkston             | Estados Unidos   | Pine Knob Music Theatre                     | Korn (co-headline) Helmet Jeris Johnson Palaye Royale Dana Dentata P.O.D. |
| 23 de agosto de 2022                       | Cuyahoga Falls        | Estados Unidos   | Blossom Music Center                        | Korn (co-headline) Helmet Jeris Johnson Palaye Royale Dana Dentata P.O.D. |
| 24 de agosto de 2022                       | Noblesville           | Estados Unidos   | Ruoff Home Mortgage Music Center            | Korn (co-headline) Helmet Jeris Johnson Palaye Royale Dana Dentata P.O.D. |
| 26 de agosto de 2022                       | Mansfield             | Estados Unidos   | Xfinity Center                              | Korn (co-headline) Helmet Jeris Johnson Palaye Royale Dana Dentata P.O.D. |
| 27 de agosto de 2022                       | Camden                | Estados Unidos   | Waterfront Music Pavilion                   | Korn (co-headline) Helmet Jeris Johnson Palaye Royale Dana Dentata P.O.D. |
| 28 de agosto de 2022                       | Wantagh               | Estados Unidos   | Northwell Health at Jones Beach             | Korn (co-headline) Helmet Jeris Johnson Palaye Royale Dana Dentata P.O.D. |
| 31 de agosto de 2022                       | Charlotte             | Estados Unidos   | PNC Music Pavilion                          | Korn (co-headline) Helmet Jeris Johnson Palaye Royale Dana Dentata P.O.D. |
| 1 de setembro de 2022                      | Pelham                | Estados Unidos   | Oak Mountain Amphitheatre                   | Korn (co-headline) Helmet Jeris Johnson Palaye Royale Dana Dentata P.O.D. |
| 3 de setembro de 2022                      | Pryor Creek           | Estados Unidos   | Pryor Creek Music Festival Grounds          | Korn (co-headline) Helmet Jeris Johnson Palaye Royale Dana Dentata P.O.D. |
| 4 de setembro de 2022                      | The Woodlands         | Estados Unidos   | Cynthia Woods Mitchell Pavilion             | Korn (co-headline) Helmet Jeris Johnson Palaye Royale Dana Dentata P.O.D. |
| 6 de setembro de 2022                      | Dallas                | Estados Unidos   | Dos Equis Pavilion                          | Korn (co-headline) Helmet Jeris Johnson Palaye Royale Dana Dentata P.O.D. |
| 7 de setembro de 2022                      | Lubbock               | Estados Unidos   | United Supermarkets Arena                   | Korn (co-headline) Helmet Jeris Johnson Palaye Royale Dana Dentata P.O.D. |
| 9 de setembro de 2022                      | Salt Lake City        | Estados Unidos   | USANA Amphitheatre                          | Korn (co-headline) Helmet Jeris Johnson Palaye Royale Dana Dentata P.O.D. |
| 10 de setembro de 2022                     | Nampa                 | Estados Unidos   | Ford Idaho Center Amphitheatre              | Korn (co-headline) Helmet Jeris Johnson Palaye Royale Dana Dentata P.O.D. |
| 13 de setembro de 2022                     | Spokane               | Estados Unidos   | Spokane Arena                               | Korn (co-headline) Helmet Jeris Johnson Palaye Royale Dana Dentata P.O.D. |
| 15 de setembro de 2022                     | Auburn                | Estados Unidos   | White River Amphitheatre                    | Korn (co-headline) Helmet Jeris Johnson Palaye Royale Dana Dentata P.O.D. |
| 16 de setembro de 2022                     | Ridgefield            | Estados Unidos   | RV Inn Style Resorts Amphitheatre           | Korn (co-headline) Helmet Jeris Johnson Palaye Royale Dana Dentata P.O.D. |
| 22 de setembro de 2022                     | Louisville            | Estados Unidos   | Highland Festival Grounds                   | —                                                                         |
| 6 de outubro de 2022                       | Sacramento            | Estados Unidos   | Discovery Park                              | —                                                                         |
| Europa 2 Worlds Collide Tour               |                       |                  |                                             |                                                                           |
| 9 de novembro de 2022                      | Munique               | Alemanha         | Olympiahalle                                | Within Temptation (co-headline) Veridia Smash Into Pieces                 |
| 10 de novembro de 2022                     | Milão                 | Itália           | Mediolanum Forum                            | Within Temptation (co-headline) Veridia Smash Into Pieces                 |
| 12 de novembro de 2022                     | Zurique               | Suíça            | Hallenstadion                               | Within Temptation (co-headline) Veridia Smash Into Pieces                 |
| 14 de novembro de 2022                     | Londres               | Inglaterra       | O2 Arena                                    | Within Temptation (co-headline) Veridia Smash Into Pieces                 |
| 15 de novembro de 2022                     | Birmingham            | Inglaterra       | Utilita Arena Birmingham                    | Within Temptation (co-headline) Veridia Smash Into Pieces                 |
| 17 de novembro de 2022                     | Glasgow               | Escócia          | OVO Hydro                                   | Within Temptation (co-headline) Veridia Smash Into Pieces                 |
| 19 de novembro de 2022                     | Leeds                 | Inglaterra       | First Direct Arena                          | Within Temptation (co-headline) Veridia Smash Into Pieces                 |
| 21 de novembro de 2022                     | Bruxelas              | Bélgica          | Palais 12                                   | Within Temptation (co-headline) Veridia Smash Into Pieces                 |
| 22 de novembro de 2022                     | Bruxelas              | Bélgica          | Palais 12                                   | Within Temptation (co-headline) Veridia Smash Into Pieces                 |
| 23 de novembro de 2022                     | Frankfurt             | Alemanha         | Festhalle                                   | Within Temptation (co-headline) Veridia Smash Into Pieces                 |
| 25 de novembro de 2022                     | Düsseldorf            | Alemanha         | Mitsubishi Electric Halle                   | Within Temptation (co-headline) Veridia Smash Into Pieces                 |
| 27 de novembro de 2022                     | Paris                 | França           | AccorHotels Arena                           | Within Temptation (co-headline) Veridia Smash Into Pieces                 |
| 29 de novembro de 2022                     | Amsterdã              | Países Baixos    | Ziggo Dome                                  | Within Temptation (co-headline) Veridia Smash Into Pieces                 |
| 30 de novembro de 2022                     | Amsterdã              | Países Baixos    | Ziggo Dome                                  | Within Temptation (co-headline) Veridia Smash Into Pieces                 |
| 1 de dezembro de 2022                      | Esch-sur-Alzette      | Luxemburgo       | Rockhal                                     | Within Temptation (co-headline) Veridia Smash Into Pieces                 |
| 3 de dezembro de 2022                      | Leipzig               | Alemanha         | Quarterback Immobilien Arena                | Within Temptation (co-headline) Veridia Smash Into Pieces                 |
| 4 de dezembro de 2022                      | Gliwice               | Polônia          | Gliwice Arena                               | Within Temptation (co-headline) Veridia Smash Into Pieces                 |
| 7 de dezembro de 2022                      | Hamburgo              | Alemanha         | Barclaycard Arena                           | Within Temptation (co-headline) Veridia Smash Into Pieces                 |
| 8 de dezembro de 2022                      | Berlim                | Alemanha         | Velodrom                                    | Within Temptation (co-headline) Veridia Smash Into Pieces                 |
|                                            |                       |                  |                                             |                                                                           |
| 12 de dezembro de 2022                     | Lisboa                | Portugal         | Campo Pequeno                               | Tigress                                                                   |
| 14 de dezembro de 2022                     | Madrid                | Espanha          | Palacio Vistalegre                          | Tigress                                                                   |
| América do Norte 3 Will of the People Tour |                       |                  |                                             |                                                                           |
| 25 de fevereiro de 2023                    | Chicago               | Estados Unidos   | United Center                               | Muse (ato principal) One Ok Rock Highly Suspect                           |
| 26 de fevereiro de 2023                    | Minneapolis           | Estados Unidos   | Target Center                               | Muse (ato principal) One Ok Rock Highly Suspect                           |
| 28 de fevereiro de 2023                    | Austin                | Estados Unidos   | Moody Center                                | Muse (ato principal) One Ok Rock Highly Suspect                           |
| 2 de março de 2023                         | Houston               | Estados Unidos   | Toyota Center                               | Muse (ato principal) One Ok Rock Highly Suspect                           |
| 3 de março de 2023                         | Fort Worth            | Estados Unidos   | Dickies Arena                               | Muse (ato principal) One Ok Rock Highly Suspect                           |
| 5 de março de 2023                         | St. Louis             | Estados Unidos   | Chaifetz Arena                              | Muse (ato principal) One Ok Rock Highly Suspect                           |
| 7 de março de 2023                         | Columbus              | Estados Unidos   | Nationwide Arena                            | Muse (ato principal) One Ok Rock Highly Suspect                           |
| 9 de março de 2023                         | Toronto               | Canadá           | Scotiabank Arena                            | Muse (ato principal) One Ok Rock Highly Suspect                           |
| 11 de março de 2023                        | Quebec                | Canadá           | Centre Videotron                            | Muse (ato principal) One Ok Rock Highly Suspect                           |
| 12 de março de 2023                        | Quebec                | Canadá           | Centre Videotron                            | Muse (ato principal) One Ok Rock Highly Suspect                           |
| 14 de março de 2023                        | Montreal              | Canadá           | Centre Bell                                 | Muse (ato principal) One Ok Rock Highly Suspect                           |
| 15 de março de 2023                        | Montreal              | Canadá           | Centre Bell                                 | Muse (ato principal) One Ok Rock Highly Suspect                           |
| 17 de março de 2023                        | Nova York             | Estados Unidos   | Madison Square Garden                       | Muse (ato principal) One Ok Rock Highly Suspect                           |
| 19 de março de 2023                        | Filadélfia            | Estados Unidos   | Wells Fargo Center                          | Muse (ato principal) One Ok Rock Highly Suspect                           |
| 2 de abril de 2023                         | Glendale              | Estados Unidos   | Desert Diamond Arena                        | Muse (ato principal) One Ok Rock Highly Suspect                           |
| 4 de abril de 2023                         | Denver                | Estados Unidos   | Ball Arena                                  | Muse (ato principal) One Ok Rock Highly Suspect                           |
| 6 de abril de 2023                         | Los Angeles           | Estados Unidos   | Crypto.com Arena                            | Muse (ato principal) One Ok Rock Highly Suspect                           |
| 8 de abril de 2023                         | Las Vegas             | Estados Unidos   | T-Mobile Arena                              | Muse (ato principal) One Ok Rock Highly Suspect                           |
| 10 de abril de 2023                        | San Diego             | Estados Unidos   | Pechanga Arena                              | Muse (ato principal) One Ok Rock Highly Suspect                           |
| 12 de abril de 2023                        | Anaheim               | Estados Unidos   | Honda Center                                | Muse (ato principal) One Ok Rock Highly Suspect                           |
| 14 de abril de 2023                        | Oakland               | Estados Unidos   | Oakland Arena                               | Muse (ato principal) One Ok Rock Highly Suspect                           |
| 16 de abril de 2023                        | Portland              | Estados Unidos   | Moda Center                                 | Muse (ato principal) One Ok Rock Highly Suspect                           |
| 18 de abril de 2023                        | Seattle               | Estados Unidos   | Climate Pledge Arena                        | Muse (ato principal) One Ok Rock Highly Suspect                           |
| 20 de abril de 2023                        | Salt Lake City        | Estados Unidos   | Vivint Arena                                | Muse (ato principal) One Ok Rock Highly Suspect                           |
|                                            |                       |                  |                                             |                                                                           |
| 13 de maio de 2023                         | Las Vegas             | Estados Unidos   | Las Vegas Festival Grounds                  | —                                                                         |
| 19 de maio de 2023                         | Daytona Beach         | Estados Unidos   | Daytona International Speedway              | —                                                                         |
| Europa 3                                   |                       |                  |                                             |                                                                           |
| 2 de junho de 2023                         | Nurembergue           | Alemanha         | Zeppelinfeld                                | —                                                                         |
| 3 de junho de 2023                         | Nürburg               | Alemanha         | Nürburgring                                 | —                                                                         |
| 5 de junho de 2023                         | Varsóvia              | Polônia          | Progresja                                   | Tigress                                                                   |
| 7 de junho de 2023                         | Lille                 | França           | Zénith Arena                                | Tigress                                                                   |
| 9 de junho de 2023                         | Leicestershire        | Inglaterra       | Donington Park                              | —                                                                         |
| Ásia                                       |                       |                  |                                             |                                                                           |
| 19 de agosto de 2023                       | Osaka                 | Japão            | Zozo Marine Stadium                         | —                                                                         |
| 20 de agosto de 2023                       | Tóquio                | Japão            | Zozo Marine Stadium                         | —                                                                         |
| Oceania                                    |                       |                  |                                             |                                                                           |
| 24 de agosto de 2023                       | Brisbane              | Austrália        | Riverstage                                  | The Beautiful Monument                                                    |
| 26 de agosto de 2023                       | Sydney                | Austrália        | Qudos Bank Arena                            | The Beautiful Monument                                                    |
| 28 de agosto de 2023                       | Adelaide              | Austrália        | AEC Theatre                                 | The Beautiful Monument                                                    |
| 30 de agosto de 2023                       | Melbourne             | Austrália        | Rod Laver Arena                             | The Beautiful Monument                                                    |
| 2 de setembro de 2023                      | Perth                 | Austrália        | Red Hill Auditorium                         | The Beautiful Monument                                                    |
| América do Norte 4                         |                       |                  |                                             |                                                                           |
| 7 de setembro de 2023                      | Alton                 | Estados Unidos   | Virginia International Raceway              | —                                                                         |
| 8 de setembro de 2023                      | Atlantic City         | Estados Unidos   | Ovation Hall (Ocean Casino Resort)          | Plush                                                                     |
| América Latina                             |                       |                  |                                             |                                                                           |
| 7 de outubro de 2023                       | Santiago de Querétaro | México           | Autódromo de Querétaro                      | —                                                                         |
| 9 de outubro de 2023                       | Cidade do México      | México           | Teatro Metropólitan                         | —                                                                         |
| 11 de outubro de 2023                      | Monterrey             | México           | Arena Monterrey                             | —                                                                         |
| 14 de outubro de 2023                      | Santiago              | Chile            | Espacio Riesco                              | —                                                                         |
| 17 de outubro de 2023                      | Buenos Aires          | Argentina        | Movistar Arena                              | —                                                                         |
| 19 de outubro de 2023                      | Curitiba              | Brasil           | Live Curitiba                               | Ego Kill Talent                                                           |
| 21 de outubro de 2023                      | São Paulo             | Brasil           | Allianz Parque                              | Ego Kill Talent                                                           |
| 23 de outubro de 2023                      | Rio de Janeiro        | Brasil           | Qualistage                                  | Ego Kill Talent                                                           |
| 25 de outubro de 2023                      | Belo Horizonte        | Brasil           | Arena Hall                                  | Ego Kill Talent                                                           |
| 26 de outubro de 2023                      | Belo Horizonte        | Brasil           | Arena Hall                                  | Ego Kill Talent                                                           |
| 28 de outubro de 2023                      | Recife                | Brasil           | Classic Hall                                | Ego Kill Talent                                                           |

### Concertos virtuais
| Data                  | Nome                                    | Cidade(s)                    | País(es)                | Nota |
| --------------------- | --------------------------------------- | ---------------------------- | ----------------------- | --- |
| 30 de outubro de 2020 | A Live Session from Rock Falcon Studios | Nashville Sacramento Colônia | Estados Unidos Alemanha | Evento promovido em parceria com a organização HeadCount.                                                          |
| 13 de maio de 2021    | Cooper Tires Driven to Perform          | Nashville Troisdorf          | Estados Unidos Alemanha | Evento promovido em parceria com a banda Alice Cooper e a companhia auto-mobilística Cooper Tire & Rubber Company. |

## Créditos
Banda
- Amy Lee – vocais, teclado, piano
- Tim McCord – baixo, teclado, guitarra
- Will Hunt – bateria
- Troy McLawhorn – guitarra
- Jen Majura – guitarra, vocal de apoio (até 21 de janeiro de 2022)
- Emma Anzai – baixo, vocal de apoio (a partir de 5 de junho de 2022)

Músicos convidados
- Lzzy Hale – vocais (de 5 de novembro de 2021 a 21 de janeiro de 2022)
- Sonny Sandoval – vocais (de 13 a 16 de setembro de 2022 e 13 de maio de 2023)
- Sharon den Adel – vocais (em 10, 17, 23, 29 e 30 de novembro e 3, 7 e 8 de dezembro de 2022)
- Deena Jakoub – vocais (em 10, 17 e 23 de novembro de 2022)
- Johnny Stevens – vocais (de 12 a 20 de abril de 2023)
- Jacoby Shaddix – vocais (em 3 de junho de 2023)